# Overcome (Nothing but Thieves)
Overcome is een nummer van de Britse alternatieve rockband Nothing but Thieves uit mei 2023. Het is de tweede single van hun vierde studioalbum Dead Club City dat later dat jaar uitkwam.
Het nummer, geschreven door de bandleden Joseph Langridge-Brown, Conor Mason en Dominic Craik, is sterk gebaseerd op de synthesizersound van de jaren 1980. In eerste instantie zou het nummer als eerste single van hun vierde album uitgebracht worden, maar later werd toch besloten Welcome to the DCC als eerste uit te brengen. Volgens de band voelt het als een 'gooi je spullen in een tas en ga weg'-nummer. Refererend aan voorgaande zegt de band er verder over: "Dead Club City (the city) would definitely feel enticing for someone like that. We’re all battling something, so having a song on the album that would describe why someone would want change felt right."
Het nummer werd op Qmusic hun eerste Alarmschijf, bij NPO 3FM de Megahit en bij Radio 538 de 538 Favourite. Het nummer bereikte de 23e positie in de Nederlandse Top 40, de 47e in de Vlaamse Ultratop 50 en de 61e plaats in de Nederlandse Single Top 100. Eind juni 2023 heeft het de hitlijsten in het thuisland en andere Europese landen niet bereikt.

## Hitnoteringen

### Nederlandse Top 40
| Hitnotering: 20-05-2023 t/m 13-01-2024 | Hitnotering: 20-05-2023 t/m 13-01-2024 | Hitnotering: 20-05-2023 t/m 13-01-2024 | Hitnotering: 20-05-2023 t/m 13-01-2024 | Hitnotering: 20-05-2023 t/m 13-01-2024 | Hitnotering: 20-05-2023 t/m 13-01-2024 | Hitnotering: 20-05-2023 t/m 13-01-2024 | Hitnotering: 20-05-2023 t/m 13-01-2024 | Hitnotering: 20-05-2023 t/m 13-01-2024 | Hitnotering: 20-05-2023 t/m 13-01-2024 | Hitnotering: 20-05-2023 t/m 13-01-2024 | Hitnotering: 20-05-2023 t/m 13-01-2024 | Hitnotering: 20-05-2023 t/m 13-01-2024 | Hitnotering: 20-05-2023 t/m 13-01-2024 | Hitnotering: 20-05-2023 t/m 13-01-2024 | Hitnotering: 20-05-2023 t/m 13-01-2024 | Hitnotering: 20-05-2023 t/m 13-01-2024 | Hitnotering: 20-05-2023 t/m 13-01-2024 | Hitnotering: 20-05-2023 t/m 13-01-2024 |
| Week:                                  | 1                                      | 2                                      | 3                                      | 4                                      | 5                                      | 6                                      | 7                                      | 8                                      | 9                                      | 10                                     | 11                                     | 12                                     | 13                                     | 14                                     | 15                                     | 16                                     | 17                                     | 18                                     |
| -------------------------------------- | -------------------------------------- | -------------------------------------- | -------------------------------------- | -------------------------------------- | -------------------------------------- | -------------------------------------- | -------------------------------------- | -------------------------------------- | -------------------------------------- | -------------------------------------- | -------------------------------------- | -------------------------------------- | -------------------------------------- | -------------------------------------- | -------------------------------------- | -------------------------------------- | -------------------------------------- | -------------------------------------- |
| Positie:                               | 32                                     | 27                                     | 26                                     | 25                                     | 24                                     | 23                                     | 22                                     | 21                                     | 21                                     | 20                                     | 17                                     | 12                                     | 10                                     | 8                                      | 7                                      | 7                                      | 6                                      | 7                                      |
| Week:                                  | 19                                     | 20                                     | 21                                     | 22                                     | 23                                     | 24                                     | 25                                     | 26                                     | 27                                     | 28                                     | 29                                     | 30                                     | 31                                     | 32                                     | 33                                     | 34                                     | 35                                     |                                        |
| Positie:                               | 8                                      | 11                                     | 12                                     | 12                                     | 12                                     | 12                                     | 13                                     | 16                                     | 19                                     | 20                                     | 22                                     | 22                                     | 22                                     | 31                                     | 36                                     | 38                                     | 40                                     | uit                                    |

### NederlandseSingle Top 100
| Hitnotering (week 1 t/m 30): 03-06-2023 t/m 23-12-2023 Hitnotering (week 31 t/m 33): 06-01-2024 t/m 20-01-2024 | Hitnotering (week 1 t/m 30): 03-06-2023 t/m 23-12-2023 Hitnotering (week 31 t/m 33): 06-01-2024 t/m 20-01-2024 | Hitnotering (week 1 t/m 30): 03-06-2023 t/m 23-12-2023 Hitnotering (week 31 t/m 33): 06-01-2024 t/m 20-01-2024 | Hitnotering (week 1 t/m 30): 03-06-2023 t/m 23-12-2023 Hitnotering (week 31 t/m 33): 06-01-2024 t/m 20-01-2024 | Hitnotering (week 1 t/m 30): 03-06-2023 t/m 23-12-2023 Hitnotering (week 31 t/m 33): 06-01-2024 t/m 20-01-2024 | Hitnotering (week 1 t/m 30): 03-06-2023 t/m 23-12-2023 Hitnotering (week 31 t/m 33): 06-01-2024 t/m 20-01-2024 | Hitnotering (week 1 t/m 30): 03-06-2023 t/m 23-12-2023 Hitnotering (week 31 t/m 33): 06-01-2024 t/m 20-01-2024 | Hitnotering (week 1 t/m 30): 03-06-2023 t/m 23-12-2023 Hitnotering (week 31 t/m 33): 06-01-2024 t/m 20-01-2024 | Hitnotering (week 1 t/m 30): 03-06-2023 t/m 23-12-2023 Hitnotering (week 31 t/m 33): 06-01-2024 t/m 20-01-2024 | Hitnotering (week 1 t/m 30): 03-06-2023 t/m 23-12-2023 Hitnotering (week 31 t/m 33): 06-01-2024 t/m 20-01-2024 | Hitnotering (week 1 t/m 30): 03-06-2023 t/m 23-12-2023 Hitnotering (week 31 t/m 33): 06-01-2024 t/m 20-01-2024 | Hitnotering (week 1 t/m 30): 03-06-2023 t/m 23-12-2023 Hitnotering (week 31 t/m 33): 06-01-2024 t/m 20-01-2024 | Hitnotering (week 1 t/m 30): 03-06-2023 t/m 23-12-2023 Hitnotering (week 31 t/m 33): 06-01-2024 t/m 20-01-2024 | Hitnotering (week 1 t/m 30): 03-06-2023 t/m 23-12-2023 Hitnotering (week 31 t/m 33): 06-01-2024 t/m 20-01-2024 | Hitnotering (week 1 t/m 30): 03-06-2023 t/m 23-12-2023 Hitnotering (week 31 t/m 33): 06-01-2024 t/m 20-01-2024 | Hitnotering (week 1 t/m 30): 03-06-2023 t/m 23-12-2023 Hitnotering (week 31 t/m 33): 06-01-2024 t/m 20-01-2024 | Hitnotering (week 1 t/m 30): 03-06-2023 t/m 23-12-2023 Hitnotering (week 31 t/m 33): 06-01-2024 t/m 20-01-2024 | Hitnotering (week 1 t/m 30): 03-06-2023 t/m 23-12-2023 Hitnotering (week 31 t/m 33): 06-01-2024 t/m 20-01-2024 | Hitnotering (week 1 t/m 30): 03-06-2023 t/m 23-12-2023 Hitnotering (week 31 t/m 33): 06-01-2024 t/m 20-01-2024 |
| Week: | 1 | 2 | 3 | 4 | 5 | 6 | 7 | 8 | 9 | 10 | 11 | 12 | 13 | 14 | 15 | 16 | 17 | 18 |
| --- | --- | --- | --- | --- | --- | --- | --- | --- | --- | --- | --- | --- | --- | --- | --- | --- | --- | --- |
| Positie: | 91 | 78 | 62 | 61 | 57 | 45 | 52 | 60 | 56 | 58 | 52 | 35 | 36 | 39 | 39 | 38 | 39 | 36 |
| Week: | 19 | 20 | 21 | 22 | 23 | 24 | 25 | 26 | 27 | 28 | 29 | 30 | | 31 | 32 | 33 | | |
| Positie: | 35 | 33 | 29 | 29 | 32 | 34 | 37 | 45 | 54 | 70 | 86 | 93 | uit | 65 | 61 | 89 | uit | |

### VlaamseUltratop 50
| Hitnotering (week 1 t/m 2): 24-06-2023 t/m 01-07-2023 Hitnotering (week 3 t/m 5): 15-07-2023 t/m 29-07-2023 Hitnotering (week 6): 12-08-2023 | Hitnotering (week 1 t/m 2): 24-06-2023 t/m 01-07-2023 Hitnotering (week 3 t/m 5): 15-07-2023 t/m 29-07-2023 Hitnotering (week 6): 12-08-2023 | Hitnotering (week 1 t/m 2): 24-06-2023 t/m 01-07-2023 Hitnotering (week 3 t/m 5): 15-07-2023 t/m 29-07-2023 Hitnotering (week 6): 12-08-2023 | Hitnotering (week 1 t/m 2): 24-06-2023 t/m 01-07-2023 Hitnotering (week 3 t/m 5): 15-07-2023 t/m 29-07-2023 Hitnotering (week 6): 12-08-2023 | Hitnotering (week 1 t/m 2): 24-06-2023 t/m 01-07-2023 Hitnotering (week 3 t/m 5): 15-07-2023 t/m 29-07-2023 Hitnotering (week 6): 12-08-2023 | Hitnotering (week 1 t/m 2): 24-06-2023 t/m 01-07-2023 Hitnotering (week 3 t/m 5): 15-07-2023 t/m 29-07-2023 Hitnotering (week 6): 12-08-2023 | Hitnotering (week 1 t/m 2): 24-06-2023 t/m 01-07-2023 Hitnotering (week 3 t/m 5): 15-07-2023 t/m 29-07-2023 Hitnotering (week 6): 12-08-2023 | Hitnotering (week 1 t/m 2): 24-06-2023 t/m 01-07-2023 Hitnotering (week 3 t/m 5): 15-07-2023 t/m 29-07-2023 Hitnotering (week 6): 12-08-2023 | Hitnotering (week 1 t/m 2): 24-06-2023 t/m 01-07-2023 Hitnotering (week 3 t/m 5): 15-07-2023 t/m 29-07-2023 Hitnotering (week 6): 12-08-2023 | Hitnotering (week 1 t/m 2): 24-06-2023 t/m 01-07-2023 Hitnotering (week 3 t/m 5): 15-07-2023 t/m 29-07-2023 Hitnotering (week 6): 12-08-2023 |
| Week: | 1 | 2 | | 3 | 4 | 5 | | 6 | |
| --- | --- | --- | --- | --- | --- | --- | --- | --- | --- |
| Positie: | 47 | 50 | uit | 49 | 45 | 44 | uit | 48 | uit |

### NPO Radio 2 Top 2000
| Nummer met noteringen in de NPO Radio 2 Top 2000 | '23 | '24 |
| ------------------------------------------------ | --- | --- |
| Overcome                                         | 600 | 185 |

1. ↑  Een vetgedrukt getal geeft de hoogste notering aan.
2. ↑  2023 was het eerste jaar met een notering voor dit nummer.